# Communauté de communes Faugères
La Communauté de communes Faugères est une ancienne communauté de communes française, située dans le département de l'Hérault et la région Languedoc-Roussillon. Elle a été dissoute le 1er janvier 2013 à la suite de la mise en application de la réforme des collectivités territoriales et des décisions du  conseil départemental de coopération intercommunale de l'Hérault. En effet, cette réforme a fait disparaître toutes les structures intercommunales de moins de 5 000, voire 10 000 habitants.

## Dissolution
La communauté de communes a été dissoute le 1er janvier 2013 pour fusionner avec deux autres communautés de communes limitrophes et former la nouvelle Communauté des communes des Avant-Monts du Centre Hérault.

## Communes
À sa dissolution, elle regroupait quatre communes :
- Cabrerolles
- Caussiniojouls
- Faugères
- Laurens